# Dalea adenopoda
Dalea adenopoda är en ärtväxtart som först beskrevs av Per Axel Rydberg, och fick sitt nu gällande namn av Duane Isely. Dalea adenopoda ingår i släktet Dalea, och familjen ärtväxter. Inga underarter finns listade i Catalogue of Life.